# 7.58 cm Minenwerfer
El 7.58 cm Minenwerfer a.A. (acrónimo de alter Art, modelo viejo en alemán) o 7.58 cm leMW era un mortero alemán que fue empleado durante la Primera Guerra Mundial.   

## Historia y desarrollo

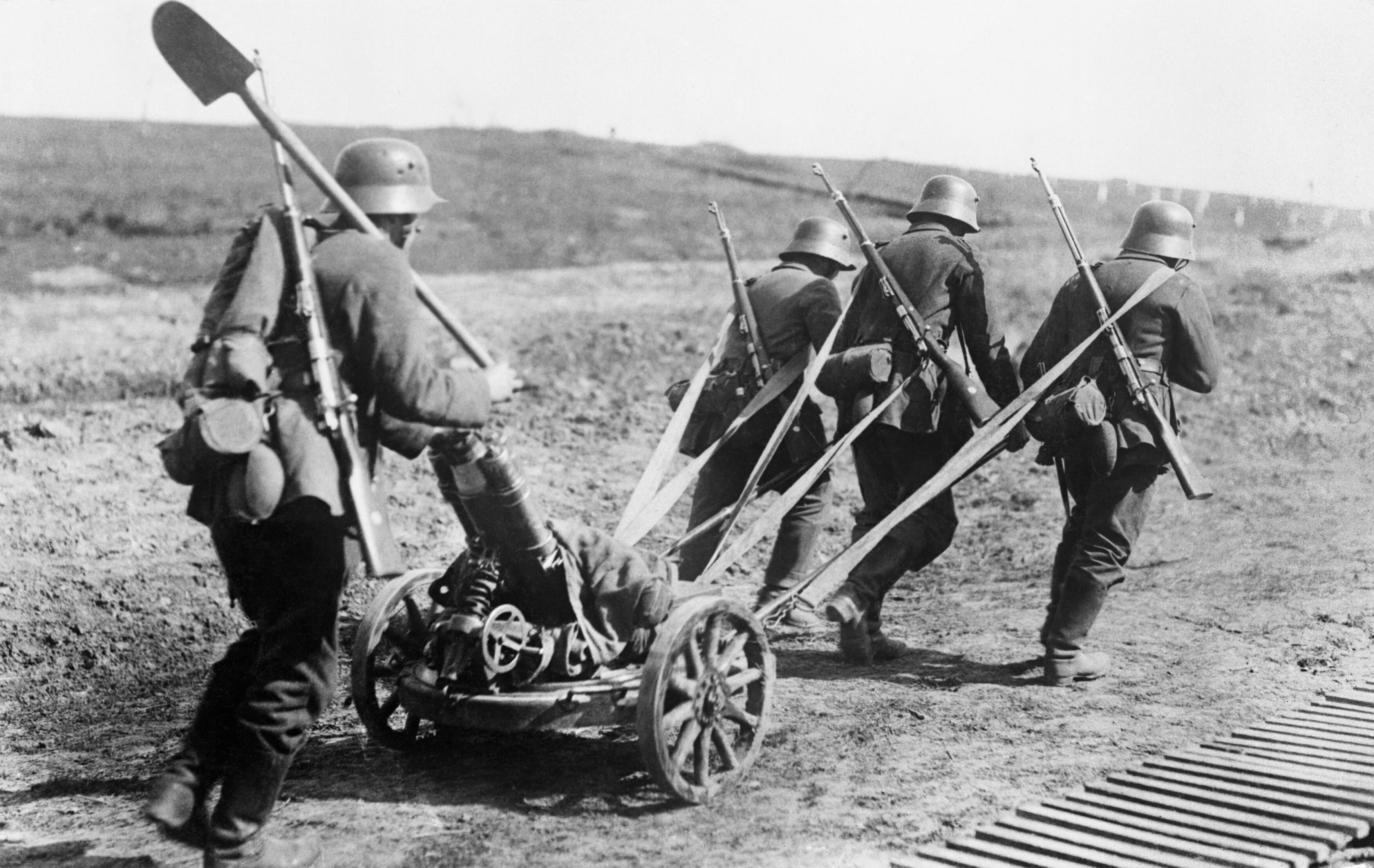
Soldados alemanes remolcando un minenwerfer de 75,8 mm en 1918.

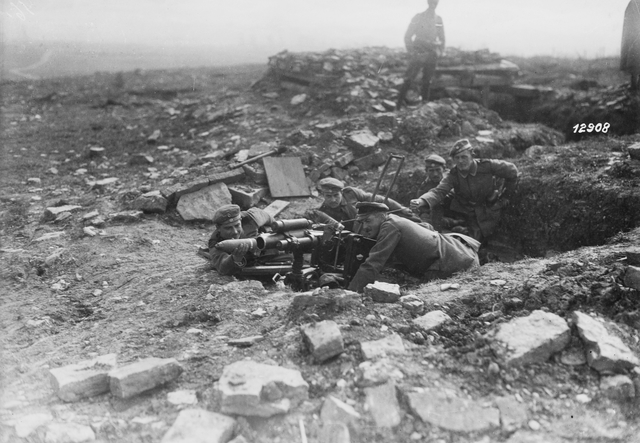
Soldados alemanes empleando un minenwerfer de 75,8 mm como cañón antitanque en octubre de 1918.

La Guerra ruso-japonesa de 1905 demostró la utilidad de los morteros contra las modernas trincheras y fortificaciones, por lo que los alemanes estaban en pleno proceso de desarrollar y desplegar una serie de morteros antes del inicio de la Primera Guerra Mundial. Ellos los llamaban Minenwerfer, literalmente lanzaminas; inicialmente fueron asignados a unidades de ingenieros militares. En el invierno de 1916-1917, fueron transferidos a unidades de infantería, donde el ligero peso de los leMW de 75,8 mm permitía acompañar el avance de los soldados.
Al igual que los otros modelos de Minenwerfer de la Rheinmetall, el leMW de 75,8 mm era un mortero de avancarga con ánima estriada que tenía amortiguadores hidráulicos en ambos lados de su cañón para absorber la fuerza del retroceso y resortes recuperadores para retornar el cañón en posición de disparo. Iba montado sobre una plataforma rectangular con elevación y rotación limitados. Se le podían agregar ruedas para facilitar su transporte, o podía ser cargado por seis hombres. En 1916 entró en servicio un nuevo modelo, designado como n.A. o neuer Art (nuevo modelo), que incluía una plataforma circular que le permitía rotar 360°. También tenía un cañón con una longitud de 410 mm y podía ser empleado para disparos directos con una elevación entre 0° y 27°, si se le instalaba la nueva cola de 90 kg para absorber el retroceso. En esta configuración entró en servicio como un cañón antitanque.       